# John Hubbard
För andra betydelser, se John Hubbard (olika betydelser).
John Hubbard, född 22 mars 1794 i Readfield, Massachusetts (i nuvarande Maine), död 6 februari 1869 i Hallowell, Maine, var en amerikansk demokratisk politiker och läkare. Han var Maines guvernör 1850–1853.
Hubbard utexaminerades 1816 från Dartmouth College och avlade 1822 medicine doktorsexamen (Doctor of Medicine) vid University of Pennsylvania. Han var verksam både som lärare och som läkare.
Hubbard efterträdde 1850 John W. Dana som guvernör och efterträddes 1853 av William G. Crosby. Under Hubbards tid som guvernör godkände Maines lagstiftande församling delstatens första lag om alkoholförbud. Efter att Hubbard undertecknade lagen blev han känd som "Förbudslagstiftningens fader" (Father of Prohibition).